# ФК Портадаун
ФК „Портадаун“ е северноирландски футболен отбор от град Портадаун.
Клубът е основан през 1887 година и се счита за един от най-стойностните и постоянни футболни отбори в страната. Отборът играе домакинските си мачове на стадион Шамрок Парк, който е с капацитет от 5800 седящи места. Официалният клубен цвят е червен. Отбора използва жълти екипи за гостуванията си.

## Успехи
- Шампион на Северна Ирландия (4): 1989/90, 1990/91, 1995/96, 2001/02
- Купа на Северна Ирландия (3): 1990/91, 1998/99, 2004/05
- Купа на лигата
  -  Финалист (1): 2023/24